# دارناوا
دارناوا (به لهستانی:  Darnawa) یک منطقهٔ مسکونی در لهستان است که در گمینا سکانپه واقع شده‌است. دارناوا ۱۷۷ نفر جمعیت دارد.